# Eupsilia iuncta-brunnea
Eupsilia iuncta-brunnea är en fjärilsart som beskrevs av Arnold Spuler 1907. Eupsilia iuncta-brunnea ingår i släktet Eupsilia och familjen nattflyn. Inga underarter finns listade i Catalogue of Life.